# Campoplex bilobus
Campoplex bilobus là một loài tò vò trong họ Ichneumonidae.